# 전투종족
전투종족(Martial race)은 세포이 항쟁 이후 영국령 인도의 군 관계자들이 만든 명칭으로 각 카스트를 '전투', '비전투'의 두 그룹으로 분류하던 것으로부터 유래하였다. 영국의 관점에서 '전투종족'은 일반적으로 용맹하고 체격이 건장한 반면 '비전투종족'은 정적인 생활 방식으로 전투에 적합하지 않다고 여겼다. 다른 가설에 의하면 세포이 항쟁 때 영국식 훈련을 받은 인도인 병사들이 포함되었던 일로 인해 이후의 모집 정책이 영국에 충성을 유지한 카스트를 선호하고 벵골군 모집 지역으로부터는 모집을 줄이거나 배제하면서 생긴 구분이라고도 한다. 개념 자체는 인도 문화 속에 이전부터 존재하던 것으로 힌두교식 사회 체계에서 4 계급 중 하나인 크샤트리아(전사, 戰士)가 이에 해당한다.

## 전투종족으로 분류된 부족 및 민족 목록

### 영국 식민지 시대
영국이 정리한 인도 아대륙의 "전투종족"
- 아히르[2]
- 아완족[3]

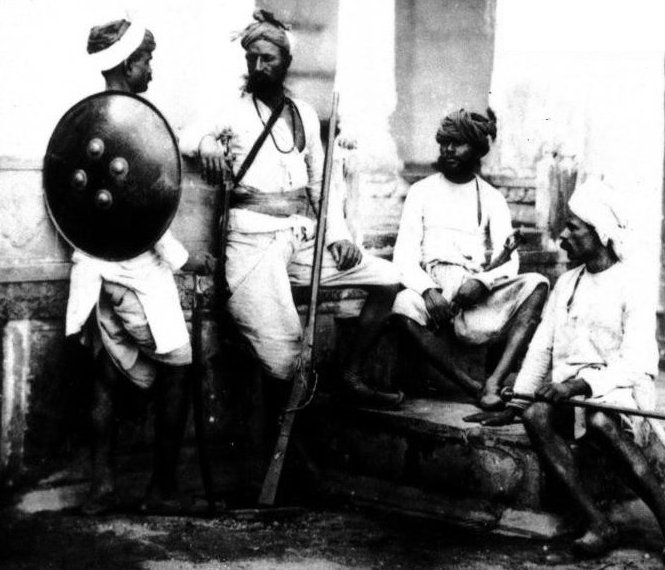
대영 도서관의 수록되어 있는 "라지푸트족" (불명, c.1860)

- 브후미하르 브라민  (반란 이후에 제외됨)
- 번트
- 칸드라세니야 카야스타 프라브후
- 단가르족 (학타르)[4]
- 드훈드 아바시스
- 카트리
- 도그라[5]
- 가크하르족
- 가르왈리 족[6]
- 구만
- 구르자르[5]
- 구르카족[7]
- 자누아[5]
- 자트족[8]
- 캄보즈/캄보흐.[9]
- 코크하르[5]
- 코다야 족
- 쿠마우니족s[10]
- 마하르족
- 싱할라인
- 마라타족[11]
- 모히알족
- 나이르족[12][13][14][15] (반란으로 사라짐)
- 파슈툰족[5]
- 파라스하르족  (반란 이후에 제외됨)
- 콰임크하니족
- 로르족
- 레디족[16]
- 라지푸트족[8]
- 사이니족s[5][17][18]
- 시크족[19][20]
- 수드한
- 타놀리족[21][22]
- 타르칸족
- 야다브족

## 참고 서적
- Cohen, Stephen P. (May 1969). “The Untouchable Soldier: Caste, Politics, and the Indian Army”. 《The Journal of Asian Studies》 28 (3): 453–468. (구독 필요)
- Cohen, Stephen P. (1971). 《The Indian Army》. Berkeley: University of California Press.